# 杨准
杨准（3世纪—306年），字始丘，一作始立，弘农华阴人，杨嚻子，西晋官员。

## 生平
杨准年轻时与嵇绍、山简、乐广同好友善，与嵇绍、山简、劉謨齐名。晋武帝年间，为皇孙广陵王司马遹文学。
晋惠帝元康末年为冀州刺史，后被解结所代。永康元年（300年），有人对侍中、辅国将军、相国司马、右率孙秀告发时任散骑常侍杨准和黄门侍郎刘逵欲奉皇叔祖太宰、守尚书令梁王司马肜为主，诛杀司马肜的弟弟相国赵王司马伦。当时星象有变，占卜结果为“不利上相”，于是司马伦改司马肜为丞相，转杨准、刘逵为外官。
杨准官至太常，见朝纲不振，就纵酒，不以官事为意，逍遥度日而已。皇弟成都王司马颖知杨准不修自身，仍因他是名士，惜而不责，召以为军谋祭酒。司马颖败亡后，关东诸侯商议欲以杨准补三公，以示怀贤尚德，未施行而杨准已卒。

## 家族
子杨峤、杨髦，都是后起之秀、年轻名士。杨准与裴頠、乐广交好，曾遣二子去见他们。裴頠性格宽宏方正，爱杨峤有高韵，对杨准说：“杨峤当达到卿的水平，然而杨髦稍次。”乐广性格清洁淳正，爱杨髦有清秀超逸的仪表，对杨准说：“杨峤自然能达到卿的水平，但杨髦尤其出众。”杨准叹道：“我两个儿子的优劣，就是裴、乐的优劣。”评者认为杨峤虽有高韵，却不够清秀超逸，乐广所言是对的。傅畅说：“杨峤貌似杨准却粗疏。”杨准还有子杨俊、杨林。杨林子杨亮。杨亮子杨广、杨佺期、杨思平。